# Petri Makkonen
Petri Makkonen (* 14. Mai 1988) ist ein finnischer Poolbillardspieler.

## Karriere

### Einzel
Im August 2006 wurde Makkonen bei der Junioren-EM Vizeeuropameister im 8-Ball und 9-Ball. Im Oktober 2008 wurde er Siebzehnter bei den US Open. Seinen ersten finnischen Meistertitel gewann er 2010 im 14/1 endlos. Ein Jahr später konnte er diesen erfolgreich verteidigen.
Im März 2010 erreichte er bei der Herren-Europameisterschaft, zu der er in diesem Jahr erstmals nominiert worden war, im 10-Ball und 9-Ball die Finalrunde, in der er jeweils in der Runde der letzten 32 ausschied. Im August 2010 zog er bei den Finland Open zum ersten Mal in die Finalrunde eines Euro-Tour-Turniers ein und schied dort im Achtelfinale gegen Karlo Dalmatin aus. Auch bei den beiden darauffolgenden Euro-Tour-Stops, den Portugal Open 2010 und den Costa Blanca Open 2010, schaffte er es in die Finalrunde. Bei der EM 2011 zog er im 14/1 endlos nach Siegen gegen Titelverteidiger David Alcaide und Oliver Ortmann ins Halbfinale ein, in dem er mit 102:125 gegen den späteren Europameister Tomasz Kapłan verlor. Beim 14/1-endlos-Wettbewerb erreichte er das Achtelfinale. Wenige Tage später schaffte er es bei den Italy Open erstmals auf der Euro-Tour ins Viertelfinale und verlor dort gegen Niels Feijen. Im Juni 2011 schied er bei der 9-Ball-Weltmeisterschaft sieglos in der Vorrunde aus. Bei der EM 2012 erreichte er das Viertelfinale im 8-Ball, in dem er dem späteren Europameister Mario He mit 4:8 unterlag. 2012 wurde er zudem finnischer Meister in den Disziplinen 8-Ball und 10-Ball.
Im April 2013 kam Makkonen bei der Europameisterschaft nicht über die Runde der letzten 32 hinaus, die er in drei Disziplinen erreichte. Einen Monat später gewann er bei den Austria Open seine erste Euro-Tour-Medaille, nachdem er im Halbfinale gegen den späteren Turniersieger Niels Feijen ausgeschieden war. Bei der 9-Ball-WM 2013 schied er in der Vorrunde aus. Im 14/1 endlos wurde er 2013 zum dritten Mal finnischer Meister.
Bei der EM 2014 erreichte er das Viertelfinale im 14/1 endlos und das Halbfinale im 10-Ball. Bei der 9-Ball-WM 2014 schied er hingegen mit nur einem Sieg in der Vorrunde aus. Zudem wurde er 2014 finnischer Meister im 8-Ball und 10-Ball. Im Februar 2015 erzielte er bei der 10-Ball-WM sein bis dahin bestes Ergebnis bei einer Weltmeisterschaft; er erreichte die Runde der letzten 32, in der er dem Indonesier Ricky Yang mit 4:11 unterlag. Bei der EM 2015 erreichte er im 10-Ball das Achtelfinale. Im Juni 2015 gewann er durch einen 9:3-Sieg gegen den Polen Konrad Juszczyszyn die German Open. Bei der 9-Ball-WM 2015 schied er in der Vorrunde aus. Im Januar 2016 belegte er beim World Chinese 8-Ball Masters den siebzehnten Platz. Bei der EM 2016 gelang ihm, nachdem er im 14/1 endlos in der Runde der letzten 32 ausgeschieden war, beim 10-Ball-Wettbewerb der Einzug ins Finale, in dem er dem Spanier David Alcaide nur knapp mit 7:8 unterlag. Anschließend erreichte er im 8-Ball das Viertelfinale und schied beim 9-Ball-Wettbewerb in der Runde der letzten 64 aus.

### Mannschaft
Am World Cup of Pool nahm Makkonen bislang fünfmal teil. Er bildete dort stets gemeinsam mit Mika Immonen das finnische Team. Nachdem sie 2011 in der ersten Runde ausgeschieden waren, gewannen sie das Turnier 2012 durch einen 10:8-Sieg gegen die Polen Karol Skowerski und Wojciech Szewczyk. Anschließend erreichten sie 2013 und 2014 das Halbfinale sowie 2015 das Viertelfinale.
Bei der Team-Weltmeisterschaft war Makkonen zweimal Teil der finnischen Mannschaft, mit der er 2010 und 2012 das Achtelfinale erreichte.
Mit der finnischen Nationalmannschaft wurde er 2013 Vizeeuropameister und 2012 sowie 2016 EM-Dritter.
Mit Broadway Billiards Vantaa wurde er 2013 finnischer Mannschaftsmeister.

## Erfolge
| Einzel                          | Einzel           |
| ------------------------------- | ---------------- |
| Finnischer 14/1-endlos-Meister: | 2010, 2011, 2013 |
| Finnischer 8-Ball-Meister:      | 2012, 2014       |
| Finnischer 10-Ball-Meister:     | 2012, 2014       |
| German Open:                    | 2015             |
| Mannschaft                      |                  |
| World Cup of Pool:              | 2012             |
| Finnischer Meister:             | 2013             |